# Фабиен Келер
Фабиен Келер (фр. Fabienne Keller; 20. октобар 1959, Селестат, Доња Рајна) француска је политичарка која је била посланица у Европском парламенту од 2019. године. Претходно је била градоначелница Стразбура.

## Биографија
Похађала је École polytechnique и Националну школу за рурално инжењерство, воду и шумарство. Такође је дипломирала економију на Берклију. Служила је војни рок у француској морнарици, у Медитеранској поморској префектури у Тулону.
Фабиен је започела своју каријеру у Министарству пољопривреде између 1985. и 1988. и била је одговорна за управљање француским тржиштем житарица, а затим је прешла у Министарство финансија, где је била одговорна за финансирање пољопривреде и рибарства. Године 2001. је била изабрана за градоначелницу Стразбура.
Откако је постала посланик у Европском парламенту, била је члан Одбора за грађанске слободе, правосуђе и унутрашње послове. Келер је 2022. године постала квестор Европског парламента, чиме је постала део руководства парламента под председником Робертом Метсолом.